# Regidor
Regidor là một khu tự quản thuộc tỉnh Bolívar, Colombia. Thủ phủ của khu tự quản Regidor đóng tại Regidor Khu tự quản Regidor có diện tích ki lô mét vuông. Đến thời điểm ngày 28 tháng 5 năm 2005, khu tự quản Regidor có dân số người.